# Asparn an der Zaya
Asparn an der Zaya est une commune autrichienne du district de Mistelbach en Basse-Autriche. Son château marque la transition entre l'architecture militaire médiévale et la Renaissance.